# Каримов, Амир Хабибуллович
Амир Хабибуллович Каримов (1915—1976) — Заслуженный летчик-испытатель СССР.

## Биография
Родился 20 апреля в 1915 году в городе Стерлитамак Республики Башкирия.
В 1940 году окончил Казанский авиационный институт. В 1939 году окончил Казанский аэроклуб, был в нем летчиком-инструктором. С 1940 года работал летчиком транспортного отряда авиазавода № 22 (г. Казань). В 1949—1968 — летчик-испытатель на Казанском вертолетном заводе.
Испытывал самолеты Ту-4, Ту-16, Ту-104, Ту-110, Ил-62.
В 1959 оказывал помощь Китайской Народной Республике в освоении самолета Ту-16.
Имеет общий налет более 8000 летных часов, из них испытательных — более 3500 часов.
Избирался депутатом Казанского городского совета.
Умер 23 октября 1976 года.

## Награды
- Орден Трудового Красного Знамени
- Медаль «Китайско-советская дружба»
- Орден «Знак Почёта»